# Союз 40
Союз 40 е съветски пилотиран космически кораб, който извежда в Космоса деветата международна експедиция на орбиталната станция Салют-6.

## Екипажи

#### Основен
- Леонид Попов (2) – командир
- Думитру Прунариу (1) – космонавт-изследовател

#### Дублиращ
- Юрий Романенко – командир
- Думитру Дедиу – космоснавт-изследовател

## Параметри на мисията
- Маса: 6800 кг
- Перигей: 198,1 km
- Апогей: 287 km
- Наклон на орбитата: 51,6°
- Период: 89,06 мин

## Програма
Първи полет на гражданин от Румъния, единадесета (последна) посетителска експедиция на борда на станцията „Салют-6“. По това време там се намира шестият (последен за станцията) дълговременен екипаж. Последен полет на модификацията Союз 7К-Т, вече окончателно заменена от Союз Т.
Това е деветият полет по програма „Интеркосмос“, по която военни пилоти от т. нар. Източен блок осъществяват космически полети с продължителност от около 8 денонощия до съветска космическа станция.
Освен политическата цел по време на полета са проведени 23 различни експерименти. Извършено е и изследване на земното магнитно поле. Наблюденията на Земята са забавени до последния ден от тази мисия, когато „Салют 6“ преминава над Румъния през деня.
Съвместната работа на четиримата космонавти продължава около 7 денонощия.